# タラ・コナー

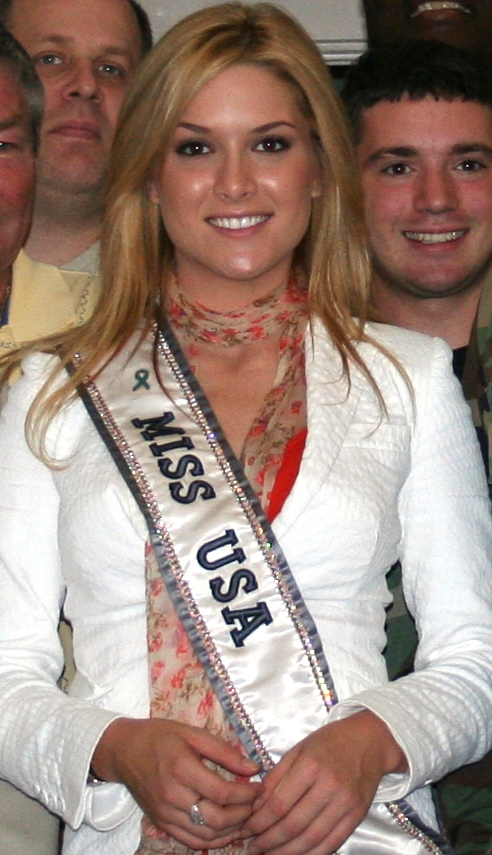
タラ・コナー

タラ・エリザベス・コナー（Tara Elizabeth Conner、1985年12月18日 - ）はアメリカ合衆国テキサス州ダラス生まれ、ケンタッキー州ラッセルスプリングス育ちの美人コンテスト勝者・モデル。身長5フィート5インチ（約165センチ）。

## Miss Teen USA
幼少時からミスコンに参加していたタラはミス・ケンタッキー・ティーンUSA2002で優勝し、ミス・ティーンUSA2002に出場した。大会では、第3位に選ばれる健闘をみせた。

## Miss USA
タラ・コナーはミス・ケンタッキーUSA2006で優勝し、ミス・ティーンUSAに続く州代表の切符を手にした。2006年4月に行われた全国大会で、タラはミスUSAに選ばれた。

## Miss Universe
タラは2006年7月、ロサンゼルスのシュライン・オーディトリアムで行われたミス・ユニバース2006に出場し、見事第5位に輝いた。本大会のイヴニングガウン審査では、米人気リアリティーショー、プロジェクト・ランウェイに出ていたデザイナー達に「ミス・ユニバースで着るガウンをデザインすること」という課題を出して、その中からタラ自身が選んだドレスで出場したことでも話題になった。約165センチとミス・ユニバース出場者の中では小柄だったため、背が高く見えるようにという注文だった。

## Controversy
2006年の暮れ、タラがまだ20歳で飲酒が法律で禁止されているにもかかわらず飲酒し、更にドラッグ、多くのセックス、果てはミス・ティーンUSA2006のケイティ・ブレアーとのキス、などさまざまな噂がタブロイド紙で報じられた。これを受けてミス・ユニバース機構は調査を行い、2006年12月、オーナーのドナルド・トランプ自らがタラと共に記者会見を開いた。
当初、タラはミスを剥奪され、第二位だったミス・カリフォルニアのタミコ・ナッシュが後を継ぐのではないかとも思われていたが、第二のチャンスを与えたいとのトランプの意向でミス剥奪はなされなかった。この後タラはリハビリ施設（Caron Treatment Center）に入所し、出所後、14歳からアルコールの問題が始まったこと、ドラッグも摂取したことをCNNなどのテレビ出演にて認めている。タラによればそれは、自分の中の空虚を埋めるためであったという。
タラの飲酒を密告したケイティとは絶縁状態であったが、ミス・ユニバース2007の森理世も出演しているMTVのリアリティ-番組Pageant Placeで再会し涙の和解をしている。
その中で、｢ケイティをたくさん恨んだけれど、おかげで禁酒することが出来た。あのままだったら死んでいたかもしれない｣とアルコール使用障害の辛さを語っている。